# Sparta flygplats
Sparta flygplats är en militär flygplats i Grekland.   Den ligger i prefekturen Lakonien och regionen Peloponnesos, i den södra delen av landet, 150 km sydväst om huvudstaden Aten. Sparta flygplats ligger 130 meter över havet.
Terrängen runt Sparta flygplats är huvudsakligen kuperad, men åt nordväst är den platt. Sparta flygplats ligger nere i en dal.Runt Sparti Airport är det glesbefolkat, med 15 invånare per kvadratkilometer. Närmaste större samhälle är Lakedaimon, 14,0 km nordväst om Sparti Airport. 